# Кремлёвка (деревня)
Кремлёвка — деревня в Каменском районе Свердловской области России. Входит в Каменский муниципальный округ. Ранее входила в состав Травянского сельсовета Каменского района.

## География
Деревня Кремлёвка расположена в 7 километрах (по автодороге в 8 километрах) к северо-востоку от города Каменска-Уральского. В полутора километрах на восток от деревни расположено озеро Мазулинское.

## История
На Кремлёвском карьере гидроспособом ведется добыча строительных песков.

## Население
| 2002 | 2010 | 2021 |
| ---- | ---- | ---- |
| 250  | ↗285 | ↗348 |

Структура
По данным Всероссийской переписи населения 2002 года, национальный состав Кремлёвки следующий: русские — 83 %, башкиры — 6 %, удмурты — 6 %. По данным переписи населения 2010 года, в деревне проживали 285 человек — 130 мужчин и 155 женщин.